# Menjil
Menjīl o Manjīl (farsi منجیل) è una città dello shahrestān di Rudbar, circoscrizione Centrale, nella provincia di Gilan. Aveva, nel 2006, una popolazione di 16.028 abitanti. 
Per la sua posizione geografica, nel punto dove si incanalano i venti provenienti dai monti Elburz e diretti verso la pianura di Qazvin, è nota per essere una città particolarmente ventosa. Importante il suo parco eolico, impianto che ha una potenza di 9,7 MW. Si trova inoltre vicino alla diga sul fiume Sefid, costruita negli anni sessanta, altra fonte di energia elettrica.

## Storia
Ci sono nella zona numerosi siti di scavi archeologici data la sua ricca storia culturale collegata alla setta dei nizariti (ismailiti) di Ḥasan-i Ṣabbāḥ, conosciuti anche come gli Assassini. Si sono trovati anche manufatti risalenti a II-III millennio a.C.
Menjīl è stata teatro, il 12 giugno 1918, della battaglia tra le forze congiunte britanniche e dell'Armata bianca e le truppe del Movimento costituzionalista del Gilan capeggiate da Mirza Kouchek Khan che avrebbe poi fondato la Repubblica Sovietica di Gilan.
Assieme a Rudbar e Lowshan, la città ha subito pesantemente il terremoto del 1990.